# Geschiedenis van de Joden in Turkije
De geschiedenis van de Joden in Turkije (Hebreeuws: יהדות טורקיה, Ladino: Djudios Turkos, Turks: Türkiye Yahudileri) omvat een periode van bijna 2.500 jaar. Al sinds de 5e eeuw v.Chr. hebben er joden geleefd in Anatolië. Eind 15e eeuw werden de Spaanse en Portugese joden verdreven waarna een groot deel van hen onderdak vonden in het Ottomaanse Rijk. Tot aan het begin van de 20e eeuw had het Ottomaanse Rijk een aanzienlijke joodse populatie, maar sinds de oprichting van Israël zijn velen van hen geëmigreerd naar Israël. Momenteel leven er naar schatting nog 17.000 joden in Turkije.

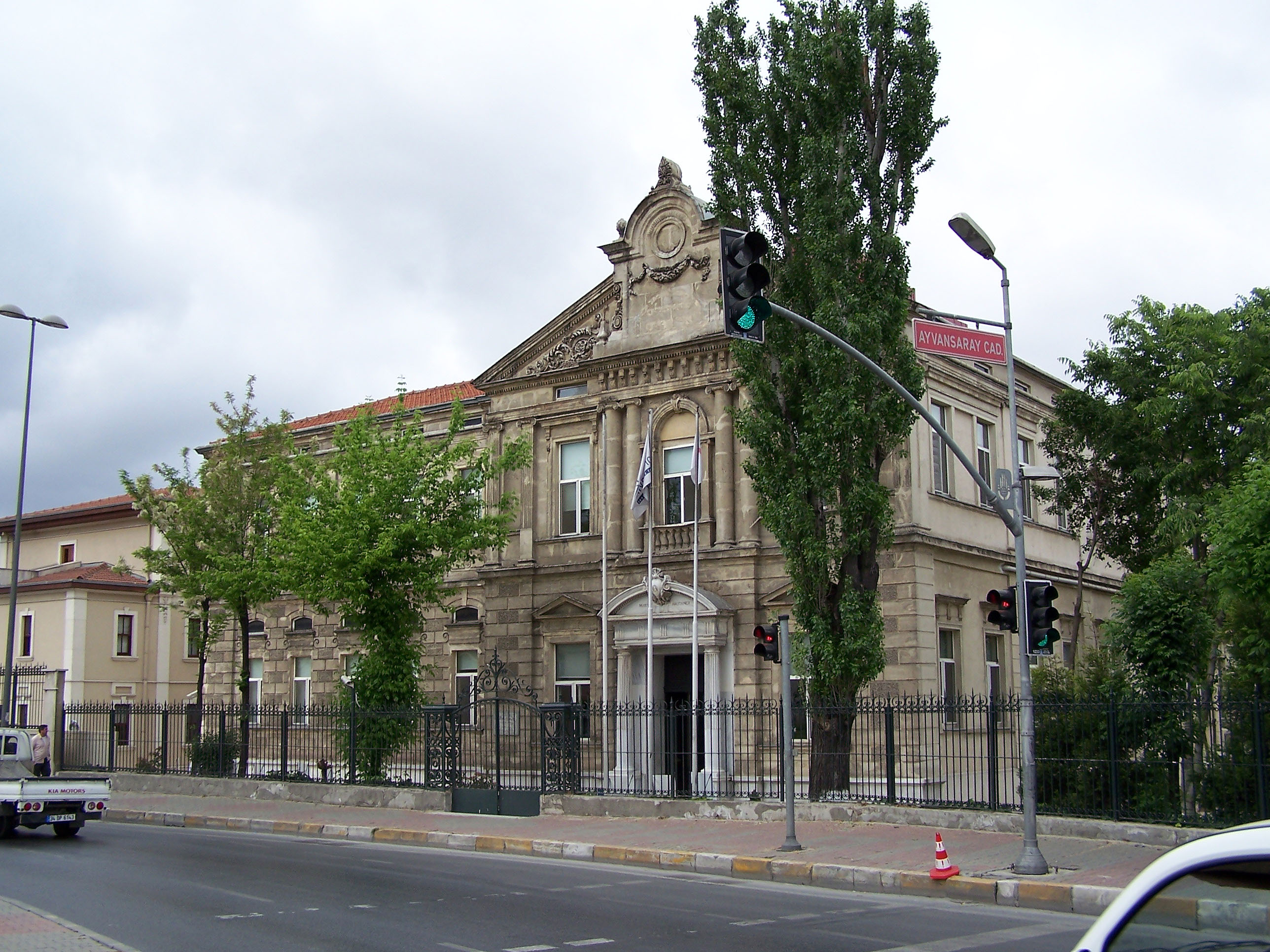
Een Joods ziekenhuis in de wijk Balat, Istanboel

## Geschiedenis

### Oudheid
Al sinds de 5e eeuw v.Chr. hebben er joden geleefd in Anatolië.
Er zijn ruïnes van synagogen gevonden in Sardis, vlak bij Izmir, daterend uit het jaar 220 v.Chr. Ook in de buurt van Bursa, in het zuidoosten en langs de Egeïsche, Middellandse en Zwarte Zeekust, zijn er sporen van joodse nederzettingen gevonden.

### Byzantium en de komst van de Turken
De joden in het Byzantijnse Rijk werden hevig onderdrukt, vooral nadat het christendom tot staatsreligie werd verklaard door keizer Theodosius II, die vervolgens ook de joden hun burgerschapsrecht afnam en het verbood om nieuwe synagoges te bouwen. Zijn opvolger, Marcianus, vormde alle synagoges in zijn Rijk om tot kerken en dwong de joden zich te bekeren tot het christendom. Daarnaast werden er maatregelen getroffen om joden te weren uit militaire en publieke functies. Ook mochten joden niet trouwen met christenen of verschijnen als getuigen tegen christenen. De positie van de joden werd slechter naarmate het Byzantijnse Rijk in verval raakte.
Vanaf de 11e eeuw kwam de regio geleidelijk aan onder Turkse heerschappij. De joodse gemeenschappen in Anatolië bloeiden onder de Turken. Toen de Ottomanen in 1324 de stad Bursa veroverden, vonden ze een joodse gemeenschap die onderdrukt werd door de Byzantijnen. De joden verwelkomden de Turken als bevrijders. Volgens sommige is dit het begin van de Joods-Turkse vriendschap. Sultan Orhan I gaf de joden toestemming een synagoge te bouwen, de "Etz Ha-Hayyim" (boom des levens), die meer dan 600 jaar werkzaam bleef tot het gebouw in 1941 in vlammen op ging bij een brand.

### Een toevluchtsoord voor joden
Eind 14e eeuw werd Adrianopolis veroverd door de Ottomanen en enkele jaren later werd het de nieuwe Ottomaanse hoofdstad Edirne. Hierna migreerden joden uit Europa, inclusief karaïeten, naar de stad.
Vanaf het begin van de 14e eeuw werd het Ottomaanse Rijk een toevluchtsoord voor onderdrukte joden.
Joodse vluchtelingen verdreven uit Hongarije (1376), uit Frankrijk onder Karel VI (september 1394) , en uit het koninkrijk Sicilië (begin 15e eeuw, vonden onderdak in het Ottomaanse Rijk. In de jaren 20 van de 15e eeuw vluchtten joden uit Salonica, onder Venetiaanse controle, naar Edirne. De rabbijn Isaac Zarfati schreef in 1454 vanuit Edirne een brief aan de joden in Europa waarin hij hen aanraadde het "intolerante" christelijke Europa te verlaten en te verhuizen naar het "tolerante" islamitische Turkije.
Na de verovering van Constantinopel door de Ottomaanse Turken onder leiding van sultan Mehmet de "Veroveraar" in 1453, werden de Turken door de onderdrukte Romaniotisch joodse gemeenschap van Byzantium verwelkomd met veel enthousiasme. Hierna werden naast moslims en christenen ook veel joden door Mehmet II uitgenodigd zich te vestigen in Istanboel, de nieuwe naam van wat de nieuwe hoofdstad van het Ottomaanse Rijk werd.
In 1470 werden de joden van het hertogdom Beieren-Landshut door hertog Lodewijk IX van Beieren verdreven, waarna deze onderdak vonden in het Ottomaanse Rijk.
Vergeleken met de normen in West-Europa waren de Ottomanen veel toleranter tegenover de joden. Op 31 maart 1492 werd het Verdrijvingsedict ingevoerd in het koninkrijk Castilië en het koninkrijk Aragon. Dat hield in dat de joodse burgers van beide staten verdreven werden en al hun bezittingen achter moesten laten, tenzij ze zich bekeerden tot het katholicisme. Van deze (zogeheten) Sefardisch joodse vluchtelingen werden er tussen de 150.000 en 250.000 opgevangen in het Ottomaanse Rijk, op persoonlijke uitnodiging van sultan Bayezid II. Een groot deel van de joodse vluchtelingen, naar schatting 100.000, vestigden zich in Salonica en Constantinopel.
Er wordt beweerd dat Bayezid II het volgende zei over deze gebeurtenis: 

De katholieke monarch Ferdinand wordt ten onrechte beschouwd als een wijze man, omdat hij Spanje heeft verarmd door de joden te verdrijven en juist Turkije heeft verrijkt.
— Bayezid II

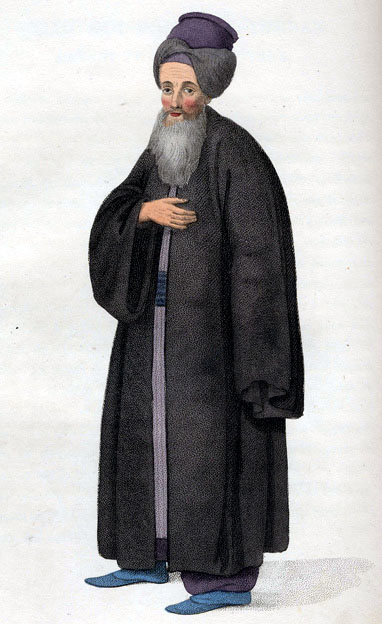
Afbeelding van een joodse man uit het Ottomaanse Rijk, 1779.

De hierop volgende 300 jaar wordt door sommige omschreven als een Gouden Eeuw voor de joden. Belangrijke joodse werken werden geschreven in het Ottomaanse Rijk, zoals de Sjoelchan Aroech, het belangrijkste joodse wetboek, geschreven door rabbijn Yosef Karo, de Lekhah Dodi, traditioneel joods gebed dat iedere vrijdagavond wordt gezongen in de synagoge, geschreven door rabbijn Schlomo Alkabetz, de Me'am Lo'ez, een uiterst populaire commentaar op de Thora geschreven door rabbijn Jacob Kuli in het Ladino, en ten slotte de vertaling van de Tenach naar het Ladino door rabbijn Avraham ben Isaac Asa.
De drukpers werd in het Ottomaanse Rijk in 1493 geïntroduceerd door de joodse gebroeders David en Samuel ibn Nahmias. Verschillende joodse figuren kregen belangrijke functies en invloed in het Ottomaanse Rijk, zoals Josef Nasi die hertog van Naxos werd, Aluaro Mandes die hertog van Mytilini werd en Salamon ben Nathan Eskenazi die zorgde voor de eerste diplomatieke relaties tussen het Ottomaanse en Britse Rijk. Gracia Mendes Nasi huurde het land rondom Tiberias van de sultan om daar een joodse stad op te richten.

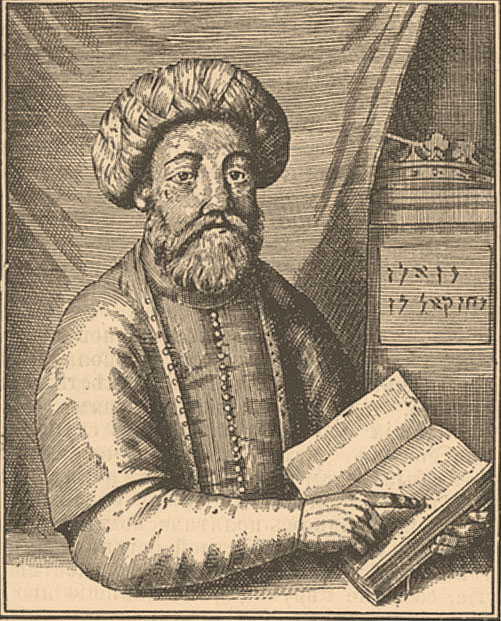
Sabbatai Zevi in 1665.

In 1648 verkondigde Sabbatai Zevi, een Sefardische rabbijn en kabbalist, dat hij de joodse Messias was en dat hij in 1666 het koninkrijk Israël zou herstellen in het Beloofde Land. Sabbatai Zevi kreeg veel aanhang onder de joden, maar door de rabbijnen van Smyrna werd hij afgekeurd. In het jaar 1666 reisde hij af naar Istanboel waar hij vermoedelijk de sultan wou overhalen om zijn doel te bereiken, maar werd daar gearresteerd. Hij bekeerde zich tot de islam om niet geëxecuteerd te worden, tot ongenoegen van zijn aanhang die hij niet kon overtuigen met verklaringen voor zijn daad. Slechts een klein groep, die bekend werden onder de naam Dönme (Turks voor "bekeerling" of "afvallige"), bleef trouw en volgde zijn voorbeeld door zich ook te bekeren tot de islam, maar in het geheim behielden ze joodse tradities en rituelen. Sabbatai Zevi werd verbannen naar Albanië waar hij stierf in 1676.
Net als de andere minderheden in het Rijk werden de joden vertegenwoordigd in hun eigen deels autonome millet (Turks voor "natie" of "bevolkingsgroep"). De verschillende millets waren in het dagelijks leven herkenbaar aan hun kleding die door de wet werden bepaald zodat de verschillende millets elkaar konden onderscheiden. De wettelijke kledingvoorschriften konden na verloop van tijd en van plaats tot plaats verschillen. Ook werden ze door de rijken niet nageleefd. In het Aleppo van de 18e eeuw bijvoorbeeld moesten joden en christenen blauwe of zwarte kleding en rode schoenen dragen. Hoewel deze wet nauwelijks werd toegepast ging het meer om wat ze niet mochten dragen, zoals alles dat groen gekleurd was ("de kleur van Mohammed") en witte tulbanden.
Gedurende de 18e en 19e eeuw ging het achteruit met de welvaartspositie van de joden ten gunste van de Grieken die betere relaties onderhielden met de christelijke Europese machten. De relatie tussen de Grieken en joden werd gekenmerkt door problematische periodes van wederzijdse haat. Zo werden de joden bijvoorbeeld beschuldigd van het doden van christelijke kinderen als offers tijdens Pesach.

### Positie in de Turkse Republiek
Gedurende de vroege jaren van de Turkse Republiek ging het vrij goed met de joden in Turkije. Joodse academici die in de jaren 30 verjaagd werden uit Nazi-Duitsland, werden in Turkije verwelkomd door Atatürk.
In 1934 vond er een pogrom plaats tegen de joodse bevolking in Oost-Thracië, waarna duizenden van hen naar Istanboel vluchtten.
Net als andere niet-moslimminderheden van Turkije werden de joden onterecht te veel belast op basis van de Varlık Vergisi (Welzijnsbelasting) van 1942. Na de oprichting van de Staat Israël in 1948 emigreerden 30.000 joden in Turkije naar Israël. Na het Mavi Marmara-incident, de daarop volgende breuk tussen Turkije en Israël en de pro-Palestijnse houding van de Turkse AKP-regering en premier Recep Tayyip Erdoğan, zijn veel Turkse joden geëmigreerd naar Israël. Hun aantal is gekrompen van 23.000 naar tussen de 17-20.000, waarvan de meesten wonen in Istanboel.
In 2011 werd een joodse gemeente in İzmir, na een periode van tachtig jaar lang rechtsonzekerheid, juridisch erkend als stichting, waarna deze aanspraak kon maken op 22 synagogen en andere bezittingen. Op het Eurovisiesongfestival 2012 in Azerbaijan werd Turkije vertegenwoordigd door de Joods-Turkse zanger Can Bonomo.

## Demografie
| Joodse populatie van het Ottomaanse Rijk, volgens officiële Ottomaanse volkstellingen. |                 |                 |                 |                 |                 |                 |                 |                  |                  |
| Jaartal | 1831a           | 1844-1856       | 1881/82-1893    | 1894            | 1895            | 1896            | 1897            | 1906/7           | 1914             |
| Totaal aantal joden (als % van de totale bevolking) | 15.471 (0,42%)a | 150.000 (0,42%) | 184.006 (1,06%) | 185.147 (1,05%) | 190.983 (1,02%) | 203.965 (1,07%) | 215.524 (1,13%) | 253.435 (1,21%)b | 187.073 (1,01%)c |
| Totale bevolking van het Ottomaanse Rijk (1831-1914) | 3.722.738a      | 35.350.000      | 17.388.604      | 17.637.203      | 18.735.218      | 19.142.396      | 19.050.323      | 20.884.630       | 18.520.016       |
| a: Dit is een van de eerste officiële Ottomaanse volkstellingen waarbij slechts mannen geteld zijn die potentieel in het leger zouden kunnen dienen. Daarnaast werd het onderzoek uitgevoerd door onervaren ambtenaren, waardoor veel inwoners niet zijn meegeteld. Volgens deze volkstelling had het Rijk bijna 4 miljoen inwoners, terwijl het werkelijke aantal voor de periode rond 1800 wordt geschat op tussen de 25-32 miljoen. b: In 1904 was ongeveer 147.000 hiervan woonachtig binnen de grenzen van het huidige Turkije. c: In 1914 was ongeveer tussen de 130.000-150.000 hiervan woonachtig binnen de grenzen van het huidige Turkije. |                 |                 |                 |                 |                 |                 |                 |                  |                  |

| Joodse populatie van de Republiek Turkije, volgens officiële Turkse volkstellingen. |                |                |                |                |                |                |
| Jaartal                                                                             | 1927           | 1935           | 1945           | 1955           | 1965           | 1972           |
| Totaal aantal joden (als % van de totale bevolking)                                 | 82.000 (0,60%) | 79.000 (0,49%) | 77.000 (0,41%) | 46.000 (0,19%) | 38.000 (0,12%) | 36.000 (0,10%) |
| Totale bevolking van de Republiek Turkije (1927-1972)                               | 13.648.000     | 16.158.000     | 18.790.000     | 24.065.000     | 31.391.000     | 35.661.000d    |
| d: Dit is niet het totale bevolkingsaantal voor 1972, maar 1970.                    |                |                |                |                |                |                |